# Coxotla
Coxotla är en ort i Mexiko.   Den ligger i kommunen Tamazunchale och delstaten San Luis Potosí, i den sydöstra delen av landet, 200 km norr om huvudstaden Mexico City. Coxotla ligger 435 meter över havet och antalet invånare är 215.
Terrängen runt Coxotla är kuperad åt sydost, men åt nordväst är den bergig. Terrängen runt Coxotla sluttar österut. Runt Coxotla är det ganska tätbefolkat, med 56 invånare per kvadratkilometer. Närmaste större samhälle är Tamazunchale, 8,4 km nordost om Coxotla. I omgivningarna runt Coxotla växer huvudsakligen savannskog.